# Futebol na Guiné Equatorial
O futebol é o principal esporte praticado na república da Guiné Equatorial, situada na África Ocidental.

## Futebol internacional
Embora o país fosse independente desde 1968, o primeiro jogo oficial da Seleção Guinéu-Equatoriana foi apenas em maio de 1975, contra a China, que venceu por 6 a 2. A Federação Guinéu-Equatoriana de Futebol, também fundada em 1975, virou membro da CAF e da FIFA em 1986. Ela também é membro da UNIFFAC.
Sua primeira participação oficial em competições foi na fase qualificatória da Copa das Nações Africanas de 1990, caindo para a Seleção Angolana já na fase preliminar (derrota por 4 a 1 em Luanda e empate sem gols em Malabo). Nas eliminatórias da Copa do Mundo, a estreia da Nzalang Nacional foi em 2002, perdendo os 2 jogos para o Congo (3 a 1 na primeira partida e 2 a 1 no jogo de volta).
Em 2005, Ruslán Obiang Nsue, filho do presidente Teodoro Obiang e Ministro de Esportes do país, pediu ao treinador brasileiro Antônio Dumas para que ele convocasse atletas brasileiros para defender a Guiné Equatorial. Embora outras seleções criticassem a decisão, o pedido foi aceito. Jogadores de Colômbia, Burkina Faso, Camarões, Gana, Costa do Marfim, Libéria, Mali, Nigéria, Senegal e Cabo Verde também foram considerados elegíveis para jogar pela Nzalang, devido à escassez de atletas de origem puramente guinéu-equatoriana em representar o selecionado. A decisão não prejudica os jogadores da Espanha, que na condição de ex-metrópole, foi o destino de vários guinéu-equatorianos que fugiram da ditadura de Obiang. Na Copa das Nações Africanas de 2012, sediada juntamente com o Gabão, a Guiné Equatorial teve 21 jogadores nascidos em outro país. - um colombiano (Rolan de la Cruz), um brasileiro (Danilo), 2 marfinenses (Ben Konaté e Fousseny Kamissoko), um liberiano (Lawrence Doe), um nigeriano (Daniel Ekedo), 5 camaroneses (Thierry Fidjeu, Jean-Maxime Ndongo, Narcisse Ekanga, Viera Ellong e Achille Pensy), fora os 9 espanhóis convocados (Rodolfo Bodipo, Iván Bolado, Javier Balboa, Juvenal, Sipo Bohale, Raúl Fabiani, Randy, Kily Álvarez e Rui Da Gracia). Apenas o goleiro-reserva Felipe Ovono e o lateral-direito Colin eram guinéu-equatorianos.
Foi neste período que a Guiné Equatorial viveu seu auge no futebol, ao disputar 2 edições da Copa das Nações Africanas: em 2012, ficando em sétimo lugar, e 2015, desta vez como sede única - inicialmente, o Marrocos era o país anfitrião, mas desistiu em decorrência do surto do vírus Ebola que atingiu a África Ocidental. Nesta última, a Nzalang ficou na quarta posição, apesar de ter sido beneficiada por erros de arbitragem em seus jogos, tendo inclusive um pênalti irregular a seu favor contra a Tunísia, que contestou as decisões do árbitro mauriciano Rajindraparsad Seechurn. Chegou inclusive a ficar em 49º lugar no ranking da FIFA, porém a punição imposta devido à escalação irregular do atacante Emilio Nsue na partida contra Cabo Verde pelas eliminatórias africanas da Copa de 2014 e os protestos de outras equipes pela mesma situação relegaram a Guiné Equatorial ao 143º posto - a pior posição é a 195ª, obtida em dezembro de 1998.

## Clubes de futebol
O Campeonato Guinéu-Equatoriano de Futebol é a principal competição futebolística do país, juntamente com a Copa e a Supercopa nacional. O maior vencedor da Liga Nacional de Fútbol é o Sony Elá Nguema, com 16 conquistas. A equipe é também a maior vencedora da Copa, com 7 troféus.